# Sinfonía n.º 81 (Haydn)

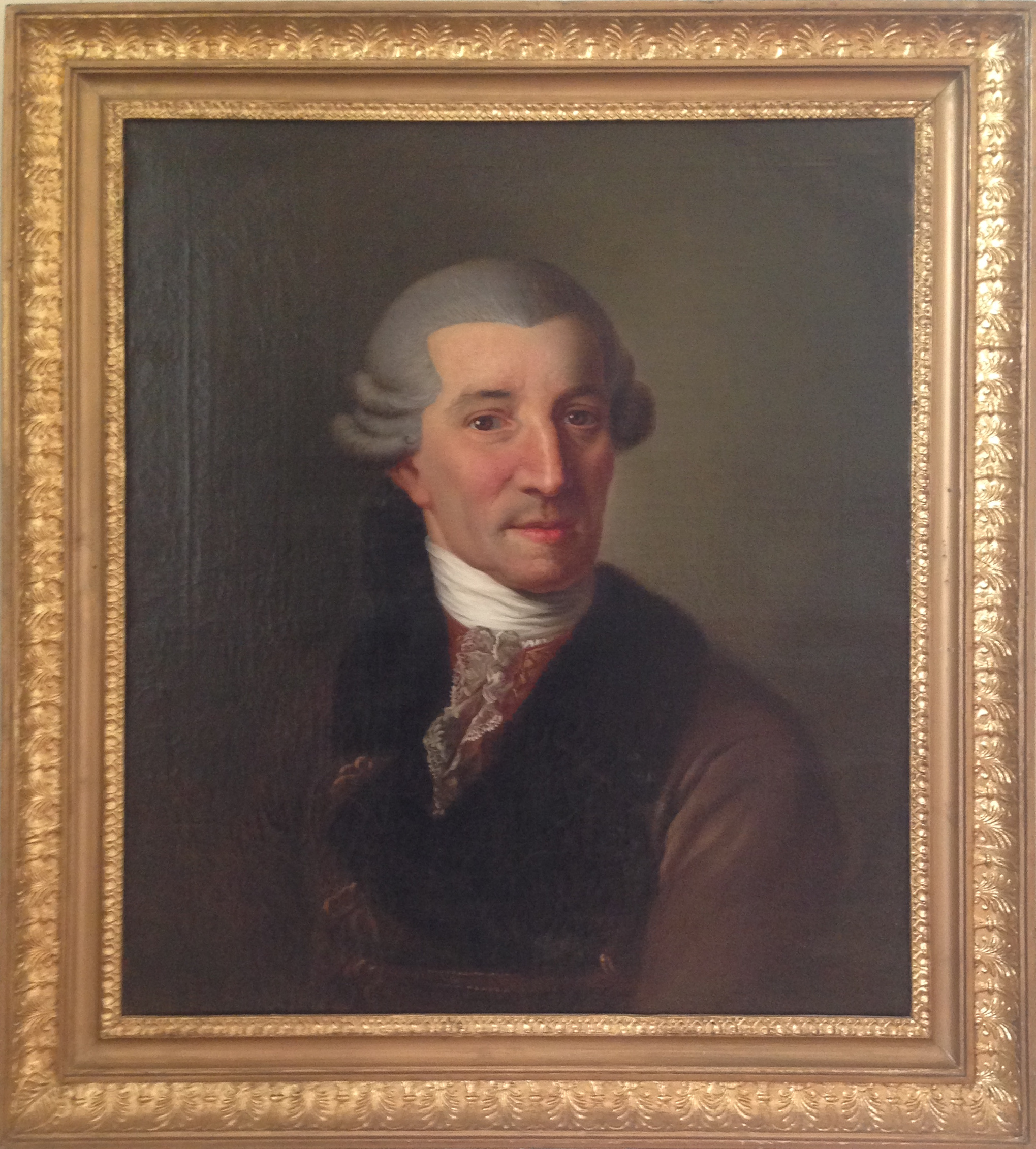
Haydn en 1785.

La Sinfonía n.º 81 en sol mayor, Hob. I:81 fue compuesta por Joseph Haydn en 1784.

## Historia
La producción sinfónica del maestro austríaco puede dividirse a grandes rasgos en tres bloques temporales: el primer bloque (1757-1761) se corresponde con su periodo al servicio del conde Carl von Morzin (n.º 1 - n.º 5); el segundo bloque en la corte Esterházy (1761-1790 pero con la última sinfonía para el público de Esterházy en 1781); y el tercer bloque (1782-1795) comprende las Sinfonías de París (n.º 82 - n.º 87) y las Sinfonías de Londres (n.º 93 - n.º 104). El 1 de mayo de 1761 el compositor firmó su contrato como vice-kapellmeister (más tarde kapellmeister) de la familia Esterházy, que nominalmente duró 48 años, hasta su muerte.
La composición de esta pieza se desarrolló en 1784. Forma parte del trío de Sinfonías n.º 79, 80 y 81. A diferencia de las tres anteriores (n.º 76, 77 y 78), que fueron escritas para un viaje a Londres, o de las seis siguientes (n.º 82 a 87), compuestas para París, se desconoce para qué ocasión se escribieron estas tres sinfonías. Haydn demuestra ser un experto muy hábil en composición que, además de sus amplias responsabilidades en la corte de Esterhàzy (y especialmente como kapellmeister durante este periodo), sabe satisfacer la demanda del mercado internacional. Según Reisig, es muy posible que estas tres obras fueran a coincidir con una gira prevista por Inglaterra. A pesar de que la prensa londinense había allanado el terreno, esta gira resultó ser prematura, si bien el retraso sólo sirvió para dar impulso a este triunfo final en la vida del compositor. Mientras tanto, este trío de piezas es una demostración más del compositor de mediana edad en su mejor momento.

## Instrumentación
La partitura está escrita para una orquesta formada por:
- Viento madera: 1 flauta, 2 oboes y 2 fagotes.
- Viento metal: 2 trompas.
- Cuerda: una sección de cuerdas con 2 violines, viola, violonchelo y contrabajo.

En cuanto a la participación del clavecín como bajo continuo en las sinfonías de Haydn existen diversas opiniones entre los estudiosos: James Webster se sitúa en contra; Hartmut Haenchen a favor; Jamie James en su artículo para The New York Times presenta diferentes posiciones por parte de Roy Goodman, Christopher Hogwood, H. C. Robbins Landon y James Webster. A partir de 2019 la mayor parte de las orquestas con instrumentos modernos no utiliza el clavecín como continuo. No obstante, existen grabaciones con clavecín en el bajo continuo realizadas por: Trevor Pinnock (Sturm und Drang Symphonies, Archiv, 1989-1990); Nikolaus Harnoncourt (n.º 6–8, Das Alte Werk, 1990); Sigiswald Kuijken (incluidas las Sinfonías de París y Londres; Virgin, 1988-1995); Roy Goodman (Ej. n.º 1-25, 70-78, 82-87; Hyperion, 2002).

## Estructura y análisis
La sinfonía consta de cuatro movimientos:
- I. Vivace, en sol mayor 4
4
- II. Andante, en re mayor 6
8
- III. Menuet – Trio, en sol mayor 3
4
- IV. Finale. Allegro ma non troppo, en sol mayor 2
2

La interpretación de esta obra dura aproximadamente entre 20 y 25 minutos. La solemnidad de su predecesora cede el paso a un atlético arranque alimentado además por algunos aires de cuaderno de viaje. Según Reisig, es una sinfonía distintiva y disfrutable que puede estar a la altura del grupo londinense. En este sentido, la n.º 81 es posiblemente la más internacional de las sinfonías de Haydn. En los movimientos primero y tercero, Haydn explora "las ambigüedades de la tonalidad, que finalmente alcanzan su pico de sutileza" en el movimiento inicial de su Sinfonía n.º 94.

### I.Vivace
El primer movimiento, Vivace, está escrito en la tonalidad de sol mayor, en compás de 4/4 y sigue la forma sonata. El primer tema arranca con un abrupto acorde de tónica en forte y pulsantes notas sol reiteradas. Da paso a una breve sección lírica, prácticamente un capricho, que efectúa una transición a un extenso concertante que ocupa el resto del movimiento. Empieza "con un pedal habitual pero interesante... y emplea un sujeto secundario que aparece como un agradecimiento cordial al nuevo amigo [Mozart]." Los pedales y las disonancias tienden al Cuarteto de cuerda n.º 19 de Mozart. El comienzo debió de sonar bastante extraño para los oyentes de la época, aunque es fácil de "explicar" en el marco de la teoría armónica. Sobre el sol tónica en corcheas repetidas de los bajos se oye primero el fa disonante, sobre el que se introduce el do disonante suspendido. El sonido sólo se define con la resolución de este do tras el si natural, las distintas notas formando una séptima tras el do mayor subdominante. En el desarrollo se utilizan variantes cada vez más atrevidas de apoyaturas y armonías "extrañas". Como la mayoría de los movimientos de apertura en sinfonías precedentes, este también tiene una repetición "correcta"; el tema principal, que simplemente se pasa por alto en este punto, se vuelve a escuchar en su "forma original" como coda al final del movimiento.

### II.Andante
El segundo movimiento, Andante, está en re mayor y en compás de 6/8. El movimiento lento es una mezcla que consiste en variaciones y una forma melódica tripartita, o una variación simple -el elemento variante consiste sólo en el juego de figuras sobre la melodía principal- en la que se inserta un episodio contrastante en menor que sólo tiene que ver remotamente con el tema de la variación. Presenta la primera de las "excursiones" nacionales, una melancólica melodía magiar (recordemos que el mecenas Esterházy era húngaro), alternada con un siciliano para flauta y cuerdas con tres variaciones. Las variaciones son durante la mayor parte estróficas y directas con la excepción de un interludio en modo menor en el centro del movimiento entre la primera y la segunda variación. La última variación emplea toda la orquestación con acompañamiento de pizzicato, y sirve para recapitular el movimiento.

### III.Menuet– Trio
El tercer movimiento, Menuet – Trio, está en sol mayor y en compás de 3/4. El minueto es bastante diferente de cualquiera de los de Haydn, de estilo inconfundiblemente eslavo. El trío contrasta al ser de influencia húngara.

### IV.Finale.Allegro ma non troppo
El cuarto y último movimiento, Finale. Allegro ma non troppo, retoma la tonalidad inicial, el compás es alla breve y responde a la forma sonata. Para el Finale, Haydn vuelve a ser el cosmopolita, con ritmos ágiles que llevan adelante hermosos temas de larga duración. Todo es felicidad; incluso en el desarrollo ampliado no hay ni siquiera un coqueteo con las tonalidades menores. Es de composición ágil y ligera, sin dificultades para los oídos no experimentados.